# Zasada językowa
Zasada językowa, reguła językowa – w językoznawstwie formalne sformułowanie zależności między jednostkami lub strukturami językowymi. Zasady deskryptywne są wynoszone z badań rzeczywistych wzorców posługiwania się danym językiem. Mogą być wyrażane w sposób nieformalny, przy użyciu zwykłego języka; takie podejście było właściwe dla wczesnych prac lingwistycznych. W nowoczesnym językoznawstwie dąży się do możliwie precyzyjnego (a zarazem ekonomicznego) formułowania zasad języka, w sposób odpowiadający danemu modelowi teoretycznemu.
Pojęcie występuje w gramatyce generatywnej. Reguły generatywne to nie tylko opis zaobserwowanych zjawisk językowych, ale również predyktywna hipoteza dotycząca relacji między zdaniami, możliwa do odniesienia do całego systemu językowego i odzwierciedlająca kompetencję rodzimego użytkownika języka (native speakera). W ujęciu klasycznym gramatykę postrzega się jako zespół zasad formowania gramatycznych wypowiedzeń. Zasady te można kategoryzować ze względu na płaszczyzny gramatyczne, w których występują (np. „reguły składniowe”, „reguły fonologiczne”).
Zasady gramatyczne mają charakter rygorystyczny: ich naruszenie prowadzi do jednoznacznej niepoprawności lub niedopuszczalności wyrażenia (np. „wysoka stół”). Z kolei przy naruszeniu zasad semantycznych (leksykalnych) mówi się często o niezrozumiałości wyrażenia (np. „metalowa zawiść”). Reguły semantyczne są bardziej elastyczne, co wynika m.in. z powszechności zjawiska metaforyzacji. Sformułowanie zasady, która obowiązuje w większości przypadków danego zjawiska, nie wyklucza istnienia wyjątków.

## Zasady a normatywność
Typowi użytkownicy języka zwykle nie uświadamiają sobie kształtu zasad językowych, ani nie potrafią sprawnie ich formułować. Każda osoba jest jednak w stanie wydawać intuicyjne sądy na temat gramatyczności wypowiedzeń, czyli określać różne wyrażenia jako gramatyczne lub niegramatyczne, kierując się posiadaną znajomością systemu językowego. Niemniej czasami native speakerzy, przy braku odpowiedniej wiedzy lingwistycznej, mogą nie odróżniać wyrażeń niegramatycznych (sensu stricto) od wyrażeń nieakceptowalnych semantycznie. Dodatkowo pojęcie zasady w języku może być rozumiane zarówno w sposób deskryptywny (opisowy), jak i preskryptywny (nakazowy).
Cechą praktyki językowej jest regularność: zachowania językowe nie mają charakteru przypadkowego (są usankcjonowane społecznie i stale się powtarzają); oznacza to, że na ich podstawie można formułować zasady. Struktura gramatyczna i zasady językowe (w rozumieniu lingwistyki opisowej) istnieją całkowicie niezależnie od działalności regulatorów językowych, usiłujących kodyfikować język. Są właściwe dla każdego języka i dialektu, w tym zarówno języków społeczeństw uprzemysłowionych lub zurbanizowanych, jak i języków, którymi posługują się społeczności tradycyjne.
Z kolei w ujęciu tradycyjnym (preskryptywnym), powszechnym wśród użytkowników języka, zasady są utożsamiane z regułami normatywnymi, aprobującymi lub dezaprobującymi określone formy językowe. Często chodzi o odwołanie do normy w postaci języka standardowego. Poza językoznawstwem mianem zasad bywają określane wskazówki dot. dobrej praktyki językowej.
Zasady językowe nie mają charakteru stałego i wykazują wariantywność, zarówno w czasie, jak i między grupami użytkowników danego języka. Z jednej strony zmieniają się wraz z ewolucją zachowań użytkowników danego języka, a ich opis opiera się na analizie tych zachowań. Z drugiej mogą dotyczyć zarówno całokształtu języka, jak i odnosić się do pewnego dialektu lub idiolektu (języka osobniczego). Przepisy normatywne to często odzwierciedlenie zasad dialektu o wyższym prestiżu; zdarza się też, że całkowicie odbiegają od naturalnych (wewnętrznych) reguł języka, przyswajanych w procesie akwizycji.